# Pocahontas County, Iowa
Pocahontas County är ett administrativt område i delstaten Iowa, USA, med 7 310 invånare. Den administrativa huvudorten (county seat) är Pocahontas.

## Geografi
Enligt United States Census Bureau har countyt en total area på 1 500 km². 1 496 km² av den arean är land och 4 km² är vatten.

### Angränsande countyn
- Palo Alto County - norr
- Humboldt County - öst
- Webster County - sydost
- Calhoun County - söder
- Buena Vista County - väst

### Orter
- Havelock
- Pocahontas (huvudort)